# 小山茉美
小山 茉美（こやま まみ、1955年〈昭和30年〉1月17日 - ）は、日本の声優、女優、ナレーター。愛知県西尾市出身。青二プロダクション所属。1980年以前の芸名は小山 まみ。
代表作は『Dr.スランプ アラレちゃん』（則巻アラレ）、『名探偵コナン』（ベルモット）、『キテレツ大百科』（コロ助）、『あんみつ姫』（あんみつ姫）など。

## 来歴
1歳のときに父親を亡くし、その後母親は、保育士の資格を取りながら2人の兄妹を育てた。2つ違いの兄がいる。
小学校時代は、内気で無口で、内向的で「どうしようもない子」だったという。友人と遊ぶこともしておらず、通信簿には必ず「消極的すぎる」、「もっと積極的に人と話すように」と書かれており、暗い子供だったとのこと。しかし我は強かった。
小学4年生の時、叔父に初めて芝居に連れて行ってもらう。偶々曾祖父が役者であり、一座を持っていたという。そういった関係で小さい頃に家の屋根裏に三味線、衣装、かつらといった小道具が多数あり、兄妹で遊んでたりしていた。ある日劇団民藝の舞台を見て、「これだけの人前で、注目されながらあんな風に喋り、なんてすばらしい世界なんだろう……」と憧れたのが、役者志望の動機だった。小学校4年生の夏休みに近所の西尾市立図書館岩瀬文庫に通い詰め、『少年少女世界文学全集』全50巻（講談社）を読破し、「それで目覚めたというか、将来は表現する世界を目指そうと意識し始めたんです」とインタビューに答えている。西尾市立鶴城中学校、愛知県立西尾高等学校卒業。
中学、高校時代は演劇部に所属。昔から学生演劇をしており、東京都の私立大学の文学部演劇科を目指していたが、当時は学生運動が大変な時代で、娘を1人上京させるわけにはいかないような社会情勢であり、卒業後は劇団シアター・ウィークエンドの第1期の研究生を経て同劇団に所属し、舞台女優として活動していた。代表の松本喜臣は「彼女は実はウチを『劇団青俳』と間違えて入ってきたのね。ウチもアラバールとかやってたから」と小山との出会いを述懐している。初舞台は劇団に入団してすぐ、第一回目の公演から舞台に出されてしまった。2ヶ月に1本の割で公演をうってしまったこと、その劇団にいたのは3年弱ぐらいであったことから、12本位の舞台に立たされていた。1975年にドラマ『キヨコは泣くもんか』でドラマデビュー。気がついたら上京しており、映像の仕事をしたかったが、偶々声の仕事をやったらどうかという話があり、『一休さん』の桔梗屋弥生（やよいさん）役で声優デビューした。初主役は『あしたへアタック!』の聖美々役となる。私生活では、NHK名古屋のラジオで共演した声優の古谷徹と1976年に結婚し1983年に離婚している。
愛知江南短期大学初等教育学部中退。ニューヨーク市立大学ハンター校に短期留学していた時期もある。当時は番組を降板して、アメリカ合衆国に行ったが、結果的には1年かけて地球一周してきた。

## 人物
声種はクセのない新鮮でのびのあるメゾソプラノ。少年少女から動物役までを演じ分けている。
方言は三河弁。
多数のアニメ、洋画、テレビ、ラジオなどに出演している。
吹き替えでは、キム・ベイシンガーやシャロン・ストーンなどが持ち役。
趣味は旅、特技は日本舞踊（深水流＝朝丘雪路の流派で朝丘の直弟子）、スキューバダイビング。

### 則巻アラレ
『Dr.スランプ アラレちゃん』はオーディションを受ける前から原作『Dr.スランプ』のファンであり、最初は木緑あかね役を受けたが則巻アラレ役の声優がまだ決まっていなかったため受けたところ関係者から評価され、最終的にアラレ役として選ばれた。
原作者の鳥山明とも面識があり、『週刊少年ジャンプ』1982年39号でアラレ帽子を被って鳥山と一緒に撮った写真が掲載され、鳥山やアニメスタッフとともに箱根にピクニックに行ったりしている。インタビューでは「まさか自分がアラレの声をやれるなんてまさか思ってなかった。だから、楽しくってしょうがない」「ぶりっ子のお芝居にならないように気を付けているため、動作までアラレに似ていてアラレは私の分身」「アラレちゃんのオーディションでとんでもない声を出したら採用され、その声を持続するのに苦労した」、『Dr.スランプ』の単行本18巻掲載のコメントでは「おかげさまで、私の代表作になりました」と言っている。小山が歌っている「アラレちゃん音頭」は全国の盆踊り大会などで使われ大ヒットし、盆踊りの定番となった。小山はライブハウス、大ホールのコンサートツアーなどでも歌った。
『Dr.スランプ アラレちゃん』放送終了後の1990年代劇場版で他のキャラクターの声優が交代してもアラレ役は変わっておらず、その後のゲームやメディア作品でも演じている。また同作で則巻千兵衛を演じていた内海賢二が死去した時は、アラレの口調で「博士 また会おうね」「行ってらっしゃい バイチャ」と追悼メッセージを寄せている。
『ドラゴンボール』第55話 - 第57話並びに『ドラゴンボール超』第43話、69話でもアラレを担当し、野沢雅子との対談で「準備が大変で、ボイストレーニングをした」と語っている。また、「自分でも声が高くって、『キーン！』の声で自分の頭が痛くなるんです（笑）」と語っている。

### 代役・後任
1990年頃、長期休業のため全レギュラー番組を降板していた。当時の後任・代役は以下の通り。
| 代役・後任 | 役名         | 概要作品                 | 代役の初担当作品                    |
| ---------- | ------------ | ------------------------ | ----------------------------------- |
| 杉山佳寿子 | コロ助       | 『キテレツ大百科』       | 第87話                              |
| 伊藤美紀   | 美樹         | 『シティーハンター』     | 『シティーハンター 百万ドルの陰謀』 |
| 林原めぐみ | ハローキティ | 「サンリオキャラクター」 | 『ハローキティのおやゆびひめ』      |

『シティーハンター』の美樹役は『シティーハンター'91』から復帰。『キテレツ大百科』のコロ助役は途中降板のまま番組は終了。その後、2002年に放送されたテレビドラマ版『キテレツ』にて15年ぶりに担当した。

## 出演
太字はメインキャラクター。

### テレビアニメ
1975年
- 一休さん（桔梗屋弥生〈初代〉）

1976年
- アラビアンナイト シンドバットの冒険（サリア）
- キャンディ・キャンディ（アニー・ブライトン）
- 大空魔竜ガイキング（1976年 - 1977年、フジヤマミドリ）※デビュー作扱い
- ドカベン（1976年 - 1977年、稔子、妙子、緒方の妹）
- ハックルベリィの冒険（アンナ）
- ピコリーノの冒険（仙女）
- UFOロボ グレンダイザー（おりえ、みどり、エルザ）
- リトル・ルルとちっちゃい仲間（グロリア）
- ろぼっ子ビートン（1976年 - 1977年、うららちゃん）

1977年
- あしたへアタック!（聖美々）
- アローエンブレム グランプリの鷹（1977年 - 1978年、逢瀬すず子）
- 元祖天才バカボン
- ジェッターマルス（ハニー、サリー 他）
- 女王陛下のプティアンジェ（リンダ）
- 新・巨人の星（1977年 - 1979年、左門京子、ウグイス嬢） - 2シリーズ
- ブロッカー軍団IVマシーンブラスター（セラ）

1978年
- 家なき子（シモーヌ）
- 宇宙海賊キャプテンハーロック（ローラ、ルシア）
- SF西遊記スタージンガー（娘 / マリア、ピコ）
- 恐竜大戦争アイゼンボーグ（千鶴）
- はいからさんが通る（ラリサ）
- 巴里のイザベル（イザベル）
- 100万年地球の旅 バンダーブック（ミムル）
- 星の王子さま プチ・プランス（花）
- 無敵鋼人ダイターン3（1978年 - 1979年、チョビ、チッチ、アイサー）
- 野球狂の詩（1978年 - 1979年、武藤一雄、次郎）
- ヤッターマン（ハンスー塩田）
- 惑星ロボ ダンガードA（ミラー）

1979年
- 赤毛のアン（ルビー・ギリス〈初代〉、ミニー・メイ）
- アニメーション紀行 マルコ・ポーロの冒険（ビドア、ライラ）
- 円卓の騎士物語 燃えろアーサー（1979年 - 1980年、ビビアン、メイ、イゾール、メディア）
- 海底超特急マリンエクスプレス（ミリー）
- 科学忍者隊ガッチャマンF（アベリア）
- 科学冒険隊タンサー5（マリアナ）
- がんばれ! ぼくらのヒット・エンド・ラン（郁美）
- 機動戦士ガンダム（1979年 - 1980年、キシリア・ザビ）
- 銀河鉄道999（1979年 - 1981年、ラセン、奈美、マーヤ）
- サイボーグ009（マユミ、ユリ）
- ルパン三世 (TV第2シリーズ)

1980年
- 宇宙戦士バルディオス（1980年 - 1981年、ルイーザ、エミー）
- がんばれ元気（堀口美奈子）
- ずっこけナイトドンデラマンチャ（ドルシネア）
- 鉄腕アトム (アニメ第2作)（フォーレット）
- 伝説巨神イデオン（キヤヤ）
- ニルスのふしぎな旅（1980年 - 1981年、ニルス）
- のどか森の動物大作戦（カルル）
- ムーの白鯨（ラ・メール）
- メーテルリンクの青い鳥 チルチルミチルの冒険旅行（ミチル）
- 闇の帝王 吸血鬼ドラキュラ（レイチェル）
- 若草物語（エミー）

1981年
- 怪物くん（エレキドン）
- 恐怖伝説 怪奇!フランケンシュタイン（エミリー）
- 荒野の呼び声 吠えろバック（マーシーディーヌ）
- 戦国魔神ゴーショーグン（レミー島田）
- タイガーマスク二世（1981年 - 1982年、立花純子）
- 太陽の使者 鉄人28号（恵蘭）
- Dr.スランプ アラレちゃん（1981年 - 2007年、則巻アラレ） - 2シリーズ + 特別編4作品
- ハロー!サンディベル（1981年 - 1982年、キティ・シアラー）
- 若草の四姉妹（ジョー）

1982年
- アンドロメダ・ストーリーズ（アフル）
- うる星やつら（1982年 - 1986年、了子）
- 太陽の子エステバン（シア）
- ダッシュ勝平（内藤メグ〈初代〉）
- 魔法のプリンセス ミンキーモモ（1982年 - 1991年、ミンキーモモ / 初代モモ） - 2シリーズ

1983年
- キャッツ・アイ（久寿美）
- The・かぼちゃワイン（ヨーコ）
- さすがの猿飛（柿の木モモ子）
- どくとるマンボウ&怪盗ジバコ 宇宙より愛をこめて（ベス）
- プラレス3四郎（バネッサ）
- 未来警察ウラシマン（マリア）
- レディジョージィ（キャサリン）
- 吾輩は犬である ドン松五郎の生活（和子）

1984年
- GALACTIC PATROL レンズマン（1984年 - 1985年、クラリッサ・マクドガル）
- よろしくメカドック（リリィ）

1985年
- おねがい!サミアどん
- 地上最強のエキスパートチーム G.I.ジョー（スカーレット）
- ルパン三世 PARTIII

1986年
- あんみつ姫（1986年 - 1987年、あんみつ姫）
- 青春アニメ全集「潮騒」（宮田初江）
- 聖闘士星矢（1986年 - 1989年、シャイナ）
- ドラゴンボール（1986年 - 1989年、ランチ、則巻アラレ）
- Bugってハニー（1986年 - 1987年、はちみつ姫 他）
- ワンダービートS（リー・メイファン）

1987年
- グリム名作劇場（ヘンゼル）
- ゲゲゲの鬼太郎（第3作）（紅子）
- シティーハンター（1987年 - 1999年、美樹） - 4シリーズ + 特別編2作品
- キテレツ大百科（1987年 - 1990年、コロ助〈初代〉） - 2シリーズ

1989年
- 手塚治虫物語 ぼくは孫悟空（岡本京子、ルーラ）
- ドラゴンボールZ（ランチ）

1991年
- おにいさまへ…（一の宮蕗子）

1992年
- コボちゃん
- 地球SOS それいけコロリン（コロリン）
- 超電動ロボ 鉄人28号FX（マルガリータ）

1993年
- 美少女戦士セーラームーンR（エスメロード）

1994年
- 赤ずきんチャチャ（モスキーちゃん）

1995年
- アニメ世界の童話（ナレーション）
- 空想科学世界ガリバーボーイ（月の女王）

1996年
- 名探偵コナン（1996年 - 2023年、花井亜希子、ベルモット / クリス・ヴィンヤード、シャロン・ヴィンヤード）

1998年
- 金田一少年の事件簿（近宮玲子）
- クレヨンしんちゃん（1998年 - 2021年、モモ、胸板厚子）
- サイレントメビウス（磯崎真奈）
- デビルマンレディー（サトル）
- MASTERキートン（マルグリット）

1999年
- 週刊ストーリーランド（神宮寺葉子）
- 星方天使エンジェルリンクス（おばあさん）
- ポケットモンスター（ルリコ）

2000年
- マシュランボー（リュウマ）
- 女神候補生（リル・クロフォード、ナレーション）
- ルパン三世 1$マネーウォーズ（シンシア）

2001年
- シャーマンキング（リリララ）
- 地球防衛家族（大地聖子）
- バンパイヤン・キッズ（スー）

2002年
- 十二国記（舒栄）

2003年
- 藍より青し〜縁〜（ティナの母）
- アストロボーイ・鉄腕アトム（サラ）
- エアマスター（皆口由紀）
- 獣兵衛忍風帖 龍宝玉篇（射千玉）
- SPACE PIRATE CAPTAIN HERLOCK（遺跡の女王、月の王女）

2004年
- アガサ・クリスティーの名探偵ポワロとマープル（ユーリディス）
- 機動戦士ガンダムSEED DESTINY（2004年 - 2005年、タリア・グラディス）
- ケロロ軍曹（ケロロ兵学校教官）
- MONSTER（エヴァ）

2006年
- 怪 〜ayakashi〜 JAPANESE CLASSIC HORROR（民谷岩）
- エンジェル・ハート（ミキ）
- ガイキング LEGEND OF DAIKU-MARYU（シズカの母）
- 北風ジャックの物語（ナレーター）
- BLACK LAGOON（バラライカ） - 2シリーズ

2008年
- キャシャーン Sins（レダ、リズベル）

2009年
- 戦場のヴァルキュリア（フェルスター博士）
- 鋼の錬金術師 FULLMETAL ALCHEMIST（ピナコ）

2010年
- テガミバチ REVERSE（ニッチ姉）
- RAINBOW-二舎六房の七人-（山内菜緒子）

2011年
- 日常（ナレーション）
- マイの魔法と家庭の日（立海ホタル）

2012年
- 聖闘士星矢Ω（シャイナ）
- 氷菓（糸魚川養子）

2015年
- ランス・アンド・マスクス（孫大妃〈スン・ターフェイ〉）

2016年
- テイルズ オブ ゼスティリア ザ クロス（マルトラン）
- ドラゴンボール超（則巻アラレ）
- NARUTO -ナルト- 疾風伝（大筒木カグヤ）
- 名探偵コナン エピソード“ONE” 小さくなった名探偵（ベルモット）

2017年
- BanG Dream!（2017年 - 2020年、都築詩船） - 2シリーズ
- 有頂天家族2（狸谷の祖母）
- ONE PIECE（2017年 - 、シャーロット・リンリン/ビッグ・マム〈2代目〉）
- ID-0（奇蝶）

2018年
- 伊藤潤二『コレクション』（淵）
- ヴァイオレット・エヴァーガーデン（アルベルタ）
- ポプテピピック（2018年 - 2021年、ポプ子〈第12話Aパート / 再放送・リミックス版第1話Aパート〉）
- ゲゲゲの鬼太郎（第6作）（アデルとアニエスの母）

2019年
- どろろ（万代）
- 約束のネバーランド（2019年 - 2021年、グランマ） - 2シリーズ
- ファンタシースターオンライン2 エピソード・オラクル（2019年 - 2020年、マリア）

2020年
- 富豪刑事 Balance:UNLIMITED（井村和子）

2021年
- 聖女の魔力は万能です（2021年 - 2023年、コリンナ） - 2シリーズ
- SHAMAN KING（リリララ）
- 俺、つしま（ズン姐さん）
- キングダム（幽連）

2022年
- 八十亀ちゃんかんさつにっき 4さつめ（世瑠蘭ママ）
- 名探偵コナン ゼロの日常（ベルモット）

2023年
- 魔法使いの嫁 SEASON2（ライザ・クウィライン） - 2シリーズ
- BanG Dream! It's MyGO!!!!!（都築詩船）

2024年
- ダンジョンの中のひと（岩ガメ）

### 劇場アニメ
1980年
- 地球へ…（カリナ）

1981年
- 悪魔と姫ぎみ（スノーホワイト）
- 機動戦士ガンダム（キシリア）
- シリウスの伝説（マルタ）
- Dr.スランプ アラレちゃん ハロー!不思議島（則巻アラレ）
- ドラえもん のび太の宇宙開拓史（クレム）

1982年
- 機動戦士ガンダムIII めぐりあい宇宙編（キシリア）
- 戦国魔神ゴーショーグン（レミー島田）
- 1000年女王（新女王）
- Dr.SLUMP “ほよよ!”宇宙大冒険（則巻アラレ）

1983年
- 幻魔大戦（ルナ姫）
- Dr.スランプ アラレちゃん ほよよ!世界一周大レース（アラレ）

1984年
- SF新世紀レンズマン（クラリッサ・マクドガル）
- Dr.スランプ アラレちゃん ほよよ!ナナバ城の秘宝（則巻アラレ）
- ドラえもん のび太の魔界大冒険（美夜子）

1985年
- うる星やつら3 リメンバー・マイ・ラブ（面堂了子）
- カムイの剣（お雪）
- 戦国魔神ゴーショーグン 時の異邦人（レミー島田）
- Dr.スランプ アラレちゃん ほよよ!夢の都メカポリス（則巻アラレ）
- 魔法のプリンセスミンキーモモVS魔法の天使クリィミーマミ 劇場の大決戦（ミンキーモモ）

1986年
- ドラゴンボール 神龍の伝説（パスタ）
- 火の鳥 鳳凰編（ブチ）

1987年
- ドラゴンボール 魔神城のねむり姫（ランチ）
- ルパン三世 風魔一族の陰謀（峰不二子）

1988年
- AKIRA（ケイ）
- エスパー魔美 星空のダンシングドール（めぐみ）
- ドラゴンボール 摩訶不思議大冒険（則巻アラレ、ランチ）

1989年
- 伊勢湾台風物語（津島ひかり）
- シティーハンター 愛と宿命のマグナム（美樹）

1991年
- まじかる☆タルるートくん 燃えろ!友情の魔法大戦（ヌシアード）

1993年
- 銀河英雄伝説 新たなる戦いの序曲（ジェシカ）
- Dr.スランプ アラレちゃん んちゃ!ペンギン村はハレのち晴れ（則巻アラレ）
- Dr.スランプ アラレちゃん んちゃ!ペンギン村より愛をこめて（則巻アラレ）

1994年
- Dr.スランプ アラレちゃん ほよよ!!助けたサメに連れられて…（則巻アラレ）
- Dr.スランプ アラレちゃん んちゃ!!わくわくハートの夏休み（則巻アラレ）

1996年
- ウルトラマンカンパニー（ザーラ姫）
- X（夏澄火煉）

1998年
- 機動戦士ガンダム 第08MS小隊 ミラーズ・リポート（カレン・ジョシュワ）

2000年
- 機動戦士ガンダム 特別版（キシリア・ザビ）
- 機動戦士ガンダムIII めぐりあい宇宙編 特別版（キシリア・ザビ）

2001年
- 劇場版ポケットモンスター セレビィ 時を超えた遭遇（トワ）
- シャム猫 -ファーストミッション-（ナオミ）
- メトロポリス（エンミィ）※友情出演

2002年
- 千年女優（藤原千代子〈20〜40代〉）

2004年
- APPLESEED（アテナ）
- 聖闘士星矢 天界編 序奏〜overture〜（シャイナ）

2007年
- Dr.マシリト アバレちゃん（則巻アラレ、アバレちゃん）

2009年
- 名探偵コナン 漆黒の追跡者（ベルモット）
- よなよなペンギン（ココの母親）

2011年
- 万能野菜 ニンニンマン（ママ / 魔魔）

2016年
- 名探偵コナン 純黒の悪夢（ベルモット）

2019年
- 劇場版シティーハンター 〈新宿プライベート・アイズ〉（美樹）

2021年
- 劇場版美少女戦士セーラームーンEternal《後編》（クイーン・セレニティ）
- 竜とそばかすの姫（スワン）

2022年
- 劇場版 free!-the final stroke-《後編》（七瀬遙の祖母）
- ONE PIECE FILM RED（ビッグ・マム / シャーロット・リンリン）

2023年
- 山中貞雄に捧げる漫画映画『鼠小僧次郎吉』（弁士）
- 名探偵コナン 黒鉄の魚影（ベルモット）
- 劇場版シティーハンター 天使の涙（美樹）

2024年
- 劇場版ブルーロック -EPISODE 凪-（ばぁや）
- 劇場版モノノ怪 唐傘（歌山）
- 劇場版 BanG Dream! It's MyGO!!!!! 前編：春の陽だまり、迷い猫（都築詩船）

### OVA
1982年
- Dr.スランプアラレちゃんの交通安全（則巻アラレ）

1983年
- Dr.スランプ アラレちゃん 交通ルールをまもろうよ!!（則巻アラレ）

1984年
- Dr.スランプ アラレちゃん ペンギン村の消防隊（則巻アラレ）

1985年
- うる星やつら 了子の9月のお茶会（面堂了子）
- 魔法のプリンセス ミンキーモモ 夢の中の輪舞（ミンキーモモ）

1986年
- アイ・シティ（K2）
- 傷追い人（1986年 - 1987年、夕湖）
- ペリカンロード クラブ・カルーチャ（岡崎かな子）
- るーみっくわーるど ザ・超女（マリス）

1987年
- ハイスクールAGENT（セーラ）

1988年
- 吸血姫美夕（瀬一三子）
- 銀河英雄伝説（ジェシカ）

1989年
- ARIEL SCEBAI最大の危機（美亜）
- うる星やつら 電気仕掛けの御庭番（面堂了子）
- うる星やつら ヤギさんとチーズ（面堂了子）
- 風魔の小次郎（柳生蘭子）
- MIDNIGHT EYE ゴクウ（矢吹洋子）
- ライディングビーン（セマーリン）

1990年
- 地上最強のエキスパートチーム G.I.ジョー ザ・ムービー（スカーレット、ジンクス）

1992年
- ダウンロード 南無阿弥陀仏は愛の詩（ナミホ〈山本不二子〉）

1993年
- 銃夢（チレン）

1994年
- MINKY MOMO IN 旅立ちの駅（初代モモ）

1996年
- 機動戦士ガンダム 第08MS小隊（カレン・ジョシュワ）

1998年
- 火聖旅団 ダナサイト999.9（フォトン）
- 聖少女艦隊バージンフリート（広瀬光華）

1999年
- ピカチュウのふゆやすみ2000（ナレーション）

2000年
- 銀河英雄伝説外伝 螺旋迷宮（ジェシカ）

2001年
- ジャングルはいつもハレのちグゥ FINAL（ダマ）

2002年
- 聖闘士星矢 冥王ハーデス十二宮編（シャイナ）

2004年
- トップをねらえ2!（店長）

2006年
- 大魔法峠（田中エスメラルダ、モモ）

2008年
- 機動戦士ガンダム MS IGLOO 2 重力戦線（キシリア・ザビ）

2010年
- うる星やつら ザ・障害物水泳大会（面堂了子）
- BLACK LAGOON Roberta's Blood Trail（バラライカ）

### Webアニメ
- 美少女戦士セーラームーンCrystal（2014年、クイーン・セレニティ）
- 俺、つしま（2021年、ズン姐さん[80]）
- 範馬刃牙（2021年、マリア[116]）
- BASTARD!! -暗黒の破壊神-（2022年 - 2023年、アンスラサクス[117]） - 2シリーズ[一覧 6]

### ゲーム
1990年
- うる星やつら STAY WITH YOU（面堂了子）

1992年
- スナッチャー（メタル・ギア mk-II）
- 天外魔境II 卍MARU（弁天様、いろは宮静）

1993年
- シムアース（ナレーター） - メガCD版

1994年
- うる星やつら 〜ディア マイ フレンズ〜（面堂了子、サンドラ）

1995年
- プライベート・アイ・ドル（幻条優子）

1996年
- OverBlood（ミリィ・アズレイ）
- 第4次スーパーロボット大戦S（レミー島田、サフィーネ・グレイス）
- DEAD OR ALIVE（ティナ・アームストロング）

1997年
- スーパーロボット大戦F（レミー島田）
- フェーダ2（マーシャ・バーンウッド）

1998年
- SDガンダム GGENERATION（1998年 - 2019年、キシリア・ザビ、カレン・ジョシュワ、タリア・グラディス） - 14作品
- スーパーロボット大戦F完結編（レミー島田、キヤヤ・ブフ、キシリア・ザビ）
- DEAD OR ALIVE ++（ティナ・アームストロング）
- Mystic Mind 〜揺れる想い〜（篠原綾子）

1999年
- 俺の屍を越えてゆけ（お輪）
- コブラ ギャラクシーナイツ（クイーン）
- スーパーロボット大戦コンプリートボックス（レミー島田、キシリア・ザビ）
- 聖少女艦隊バージンフリート（広瀬光華）

2000年
- 決戦（淀君）
- サンライズ英雄譚R（キシリア・ザビ）
- スーパーロボット大戦α（キシリア・ザビ）

2001年
- 決戦II（美三娘）
- スーパーロボット大戦α for Dreamcast（キシリア・ザビ）

2003年
- 機動戦士ガンダム めぐりあい宇宙（キシリア・ザビ）
- サモンナイト3（ミスミ）
- 第2次スーパーロボット大戦α（フジヤマ・ミドリ、レミー島田）

2004年
- スーパーロボット大戦GC（キシリア・ザビ、カレン・ジョシュワ）

2005年
- ガンダムバトルタクティクス（カレン・ジョシュワ）
- 聖闘士星矢 聖域十二宮編（シャイナ）
- 第3次スーパーロボット大戦α 終焉の銀河へ（フジヤマ・ミドリ、キヤヤ・ブフ、レミー島田）
- ドラゴンボールZ3（ランチ）

2006年
- スーパーロボット大戦XO（キシリア・ザビ、カレン・ジョシュワ）
- ブレイブ ストーリー 新たなる旅人 / ワタルの冒険（カッツ） - 2作品

2007年
- ガンダム無双（キシリア・ザビ）
- スーパーロボット大戦Scramble Commander the 2nd（タリア・グラディス）
- ドラゴンボールZ Sparking! METEOR（アラレ、ランチ）

2008年
- ガンダム無双2（キシリア・ザビ）
- スーパーロボット大戦A PORTABLE（コマンダー・アイサー）
- スーパーロボット大戦Z（タリア・グラディス）
- Dr.スランプ アラレちゃん（則巻アラレ）

2009年
- スーパーロボット大戦NEO（レミー島田）
- ドラゴンボール 天下一大冒険（アラレ）

2010年
- ガンダム無双3（キシリア・ザビ）
- ゴッド・オブ・ウォーIII（ヘラ）
- 戦場のヴァルキュリア2 ガリア王立士官学校（クレメンティア・フェルスター）
- ドラゴンボールDS2 突撃!レッドリボン軍（アラレ、ランチ）

2011年
- 機動戦士ガンダム オンライン（キシリア、カレン）
- 戦場のヴァルキュリア3 -Unrecorded Chronicles-（クレメンティア・フェルスター）

2012年
- アサシン クリード III レディ リバティ（マドレーヌ・ド・リスル）
- 聖闘士星矢Ω アルティメットコスモ（シャイナ）
- ファンタシースターオンライン2（マリア）

2013年
- スーパーロボット大戦Operation Extend（キシリア・ザビ、カレン・ジョシュワ、レミー島田）

2014年
- ケイオスリングスIII プリクエル・トリロジー（春子）
- ジェイスターズ ビクトリーバーサス（則巻アラレ）

2015年
- チェインクロニクル（2015年 - 2016年、タチアナ、ベッツィー、トリッシュ）
- テイルズ オブ ゼスティリア（マルトラン）
- ドラゴンボールZ 超究極武闘伝（ランチ）

2016年
- ドラゴンボールフュージョンズ（アラレ）
- NARUTO -ナルト- 疾風伝 ナルティメットストーム4（大筒木カグヤ）
- ドラゴンボールZ ドッカンバトル（則巻アラレ）

2017年
- アトム：時空の果て（火の鳥）
- ゼノブレイド2（ラゲルト）
- League of Legends（カシオペア）

2018年
- バンドリ！ ガールズバンドパーティ！（2018年 - 2023年、オーナー〈都築詩船〉）
- ファイアーエムブレム ヒーローズ（ヘル）
- ONE PIECE トレジャークルーズ（ビッグ・マム / シャーロット・リンリン）

2019年
- モンスターストライク（2019年 - 2022年、美樹、ベルモット、ビッグ・マム）
- JUMP FORCE（大筒木カグヤ）
- スーパードラゴンボールヒーローズ ワールドミッション（アラレちゃんロボ）
- EVE rebirth terror（謎の女A）
- ぷよぷよ!!クエスト（則巻アラレ）
- ドラゴンクエストXI 過ぎ去りし時を求めて S（ペルラ）
- ガンダムネットワーク大戦（キシリア・ザビ）

2020年
- ドラゴンボールZ カカロット（ランチ、則巻アラレ）
- ONE PIECE 海賊無双4（ビッグ・マム / シャーロット・リンリン）

2021年
- Returnal（セレーネ）

2022年
- モンスターストライク（2022年 - 2025年、ベルモット、ビッグ・マム）
- 機動戦士ガンダム アーセナルベース（2022年 - 2023年、カレン・ジョシュワ、タリア・グラディス）
- パズル&ドラゴンズ（ビッグ・マム / シャーロット・リンリン）

2023年
- 妖怪ウォッチ ぷにぷに（ベルモット）
- ピクミン4（ピット）

2024年
- マギアレコード 魔法少女まどか☆マギカ外伝（シィ）
- ドラゴンボール ザ ブレイカーズ（ランチ）

### 吹き替え

#### 担当女優
キム・ベイシンガー
- あなたに恋のリフレイン（ヴィッキー・アンダーソン）
- ゲッタウェイ（キャロル・マッコイ）※ソフト版
- ナインハーフ（エリザベス）
- ナチュラル（メモ・パリス）※テレビ朝日版
- ノー・マーシィ/非情の愛（ミシェル・デュバル）
- バットマン（ヴィッキー・ベール）※テレビ朝日版
- フール・フォア・ラブ

ゴールディ・ホーン
- アウト・オブ・タウナーズ（ナンシー・クラーク）
- クレイジー・バカンス ツイてない女たちの南国旅行（リンダ・ミドルトン）
- ハウスシッター/結婚願望（グウェン・フィリップス）
- バンガー・シスターズ（スゼット）※ソフト版
- ファースト・ワイフ・クラブ（エリース・エリオット）

シャロン・ストーン
- キャットウーマン（ローレル・ヘデア）※テレビ朝日版
- クイック&デッド（エレン）※テレビ朝日版
- 恋は運命とともに（ケイシー）
- スペシャリスト（メイ・マンロー）
- トータル・リコール（ローリー）※テレビ朝日版
- ヒー・セッド、シー・セッド/彼の言い分、彼女の言い分（リンダ）
- マイ・ビューティフル・ジョー（ハッシュ）

ジョアン・アレン
- デス・レース（クレア・ヘネシー）
- ボーンシリーズ（パメラ・ランディ）※ソフト版
  - ボーン・スプレマシー
  - ボーン・アルティメイタム
  - ボーン・レガシー

マギー・チャン
- セブンス・カース（ツァイ）
- タイム・ソルジャーズ 愛は時空を超えて（ポーラ）
- ツイン・ドラゴン（バーバラ）※ソフト版
- ドラゴン・イン/新龍門客棧（カム・シュンユク）

ミシェル・ファイファー
- アンカーウーマン（サリー・“タリー”・アトウォーター）
- シークレット/嵐の夜に（ローズ・クック・ルイス）
- デンジャラス・マインド/卒業の日まで（ルアン・ジョンソン）
- ホワット・ライズ・ビニース（クレア・スペンサー）

#### 映画
- アイデンティティー（カロライン〈レベッカ・デモーネイ〉）※ソフト版
- アウトブレイク（ロビー〈レネ・ルッソ〉）※日本テレビ版
- アメリカン・ビューティー（キャロリン・バーナム〈アネット・ベニング〉）※ソフト版
- アラン・ドロンのゾロ（オルテンシア〈オッタヴィア・ピッコロ〉）※テレビ朝日新録版
- イン・ザ・カット（フラニー〈メグ・ライアン〉）
- インディ・ジョーンズ/最後の聖戦（エルザ・シュナイダー〈アリソン・ドゥーディ〉）※フジテレビ版・テレビ朝日版
- IN DREAMS/殺意の森（クレア・クーパー〈アネット・ベニング〉）※VHS版
- ヴァイラス（テリー・モンロー〈カレン・アレン〉）
- ウェドロック（トレイシー・リッグス〈ミミ・ロジャース〉）※TBS版
- エクスタミネーター2（キャロライン〈デボラ・ジェフナー〉）
- エデンの東（アン〈ロイス・スミス〉）
- エリミネーターズ（ノラ・ハンター大佐〈デニーズ・クロスビー〉）
- オースティン・パワーズ（アロッタ・ファジャイナ〈ファビアナ・ウーデニオ〉）
- オール・ザット・ジャズ（ヴィクトリア・ポーター〈デボラ・ジェフナー〉）※テレビ朝日版
- オールド・ボーイ（ヒョンジャ〈イ・スンシン〉）
- オクトパス（リサ・フィンチ博士〈キャロリン・ロウリー〉）※テレビ朝日版
- 踊る大紐育（クレア〈アン・ミラー〉）※日本テレビ版
- 俺たちは天使だ（レジーナ）
- ガーディアン/森は泣いている（カミーラ）※テレビ朝日版
- カクテル（ジョーダン〈エリザベス・シュー〉）
- 完全犯罪（ローレン・ハリントン〈メッチェン・アミック〉）
- ギャラクシー・クエスト（グエン・デマルコ / タウニー・マディソン少佐〈シガニー・ウィーバー〉）
- キル・ビル Vol.1（オーレン石井〈ルーシー・リュー〉）
- キル・ビル Vol.2（オーレン石井〈ルーシー・リュー〉）
- クライム・アンド・パニッシュメント（マギー〈エレン・バーキン〉）
- クリーチャー（デイヴィッド・パーキンス〈ウェンディ・スカール〉）
- グレイストーク -類人猿の王者- ターザンの伝説（ジェーン・ポーター〈アンディ・マクダウェル〉）※テレビ朝日版
- グレムリン2 新・種・誕・生（マーラ・ブラッドストーン〈ハヴィランド・モリス〉）※テレビ朝日版
- 恋に落ちたら…（グローリー〈ユマ・サーマン〉）
- 恋人たちの予感（サリー・オルブライト〈メグ・ライアン〉）※ANA版
- 告発の行方（キャサリン・マーフィー〈ケリー・マクギリス〉）※テレビ朝日版
- GODZILLA（エルシー・チャップマン博士〈ヴィッキー・ルイス〉）※日本テレビ版[10]
- コブラ（イングリッド・ヌードセン〈ブリジット・ニールセン〉）※テレビ朝日版
- コマンドー（シンディ〈レイ・ドーン・チョン〉）※TBS版
- ゴリラ（モニク〈キャスリン・ハロルド〉）※テレビ朝日版
- 最後のインディアン（アン）
- 殺人者たち
- ザ・フラッシュ/超音速のSF新ヒーロー誕生!（ティナ〈アマンダ・ペイズ〉）※テレビ朝日版
- ザ・フラッシュ2/超音速のSFヒーローに謎の怪人が逆襲（ティナ〈アマンダ・ペイズ〉）※テレビ朝日版
- さよならエマニエル夫人（セシル〈キャロライン・ローレンス〉）
- さよならゲーム（アニー・サヴォイ〈スーザン・サランドン〉）※テレビ朝日版
- JFK（スージー・コックス〈ローリー・メトカーフ〉）※テレビ朝日版
- シェイクダウン（スーザン・カントレル〈パトリシア・シャーボノー〉）※テレビ東京版
- ジェニファーの明日 あなたを抱きしめさせて（メレディス〈アナベラ・シオラ〉）
- 十戒（ビシア〈ニナ・フォック〉）※テレビ朝日版
- ジャンパー（メアリー・ライス〈ダイアン・レイン〉）※劇場公開版
- 13日の金曜日（アリス〈エイドリアン・キング〉）
- 10人の泥棒たち（ガム〈キム・ヘスク〉）
- 十福星（エイミー）
- 白い肌の異常な夜（キャロル〈ジョー・アン・ハリス〉）※テレビ東京版
- スイッチング・チャンネル（クリスティ・コレラン〈キャスリーン・ターナー〉）
- 推定無罪（キャロリン・ポルヒーマス〈グレタ・スカッキ〉）※テレビ朝日版
- 好きと言えなくて（アビー・バーンズ〈ジャニーン・ガラファロー〉）
- 過ぎゆく時の中で（ポーポー〈シルヴィア・チャン〉）
- スター・ウォーズ エピソード5/帝国の逆襲（レイア・オーガナ〈キャリー・フィッシャー〉）※テレビ朝日版
- スターマン/愛・宇宙はるかに（ジェニー・ヘイドン〈カレン・アレン〉）
- ステッピング・アウト（シルヴィア）
- ストリート・オブ・ファイヤー（リーヴァ・コーディ〈デボラ・ヴァン・フォルケンバーグ〉）※フジテレビ版
- スノー・ホワイト（エルスペス〈ミランダ・リチャードソン〉）※ソフト版
- スペースバンパイア（女形バンパイア〈マチルダ・メイ〉）※テレビ朝日旧録版
- セレブリティ（ロビン・サイモン〈ジュディ・デイヴィス〉）
- セントラル・ステーション（イレーニ）
- 大地震（ローザ〈ヴィクトリア・プリンシパル〉）※TBS版
- 大統領の料理人（オルタンス・ラボリ〈カトリーヌ・フロ〉）
- 大富豪、大貧民（キャロライン・セクストン〈カースティ・アレイ〉）
- タイム・ガーディアン（ペトラ〈キャリー・フィッシャー〉）※VHS版
- ダニエル・スティール/愛の楽園〜追いつめられて〜（サム〈リンゼイ・フロスト〉）※テレビ東京版
- ダブ（パティ〈デボラ・ラフィン〉）
- 007 ゴールデンアイ（ゼニア・ガラゼブナ・オナトップ〈ファムケ・ヤンセン〉）※テレビ朝日版
- ダンテズ・ピーク（レイチェル・ワンド〈リンダ・ハミルトン〉）※テレビ朝日版
- ツイスター・インフェルノ2（ジェイミー・マーシャル〈ケリー・マクギリス〉）
- ツイン・ピークス/ローラ・パーマー最期の7日間（ローラ・パーマー〈シェリル・リー〉）
- デイ・アフター・トゥモロー（ルーシー〈セーラ・ウォード〉）※ソフト版
- ディアボリーク 悪魔の刻印（コーラ・デュルツ〈コリンナ・ハルフォーフ〉）
- ディアボロス/悪魔の扉（メアリー・アン・ローマックス〈シャーリーズ・セロン〉）※日本テレビ版
- デスマシーン（ヘイドン・ケイル〈エリ・ポージェット〉）
- デューン/砂の惑星（イルーラン姫〈ヴァージニア・マドセン〉）※テレビ朝日版
- 12モンキーズ（キャサリン・ライリー博士〈マデリーン・ストウ〉）※フジテレビ版
- DRAGONBALL EVOLUTION（ナレーション）
- 涙で乾杯（ボーイ〈ドゥドゥ・チェン〉）
- 20.30.40の恋（リリー〈シルヴィア・チャン〉）
- ネイビー・シールズ（クレア〈ジョアンヌ・ウォーリー〉）※テレビ朝日版
- ネバーエンディング・ストーリー 第2章（ザイーデ〈クラリッサ・バート〉）※テレビ朝日版
- ハードカバー/黒衣の使者（ヴァージニア・クレイトン〈ジェニー・ライト〉）
- ハイランダー 悪魔の戦士（ブレンダ・ワイアット〈ロクサーヌ・ハート〉）
- ハサミを持って突っ走る（ディアドラ・バロウズ〈アネット・ベニング〉）
- バタリアン（ケーシー〈ジュエル・シェパード〉）
- バッドボーイズ（ジュリー〈ティア・レオーニ〉）※フジテレビ版
- バトル・オブ・ザ・セクシーズ（グラディス・ヘルドマン〈サラ・シルバーマン〉）
- パラダイス・パラダイス（メイ〈ジョイ・ウォン〉）
- ハリウッドランド（トニー・マニックス〈ダイアン・レイン〉）
- バレット モンク（ニーナ〈ヴィクトリア・スマーフィット〉）※テレビ東京版
- ハロウィン6 最後の戦い（カーラ・ストロード）
- ブーメラン（ジャクリーン・ブロイヤー〈ロビン・ギヴンズ〉）※ソフト版
- ファーザーズ・デイ（キャリー・ローレンス〈ジュリア・ルイス＝ドレイファス〉）
- フィービー・ケイツの 私の彼は問題児（エリザベス〈フィービー・ケイツ〉）※VHS版
- フィラデルフィア・エクスペリメント（アリソン・ヘイズ〈ナンシー・アレン〉）※テレビ朝日版
- フェアリー・テイル（ジョセフィーヌ〈ミウ＝ミウ〉）
- フォーエヴァー・ヤング 時を超えた告白（クレア・クーパー〈ジェイミー・リー・カーティス〉）※日本テレビ版
- ふたり（マーカス）※TBS版
- フック（モイラ・バニング〈キャロライン・グッドール〉）
- プラクティカル・マジック（ジリアン〈ニコール・キッドマン〉）
- フリントストーン/モダン石器時代（ベティ・ラブル〈ロージー・オドネル〉）
- ブレイズ（ブレイズ・スター〈ロリータ・ダヴィドヴィッチ〉）
- ブロードキャスト・ニュース（ジェーン・クレイグ〈ホリー・ハンター〉）
- ヘルナイト（デニーズ〈スーキー・グッドウィン〉）
- ベン（イヴ・ギャリソン〈メレディス・バクスター〉）※テレビ朝日版
- ベン・ハー（ティルザ〈キャシー・オドネル〉）※テレビ朝日版
- ホーム・アローン5（ジェシカ〈デビ・メイザー〉）
- 星の王子 ニューヨークへ行く（リサ・マクドゥーエル〈シャーリー・ヘドリー〉）※フジテレビ版
- ホワイトハウス狂騒曲（ロレッタ〈シェリル・リー・ラルフ〉）※テレビ朝日版
- ノーバディーズ・フール（トビー・ローバック〈メラニー・グリフィス〉）※VHS・旧DVD版
- マニアック・コップ（テレサ・マロリー〈ローレン・ランドン〉）
- マニアック・コップ2（テレサ・マロリー〈ローレン・ランドン〉）
- マペットめざせブロードウェイ!（ミス・ピギー）※FOX版
- ミクロキッズ（ダイアン・サリンスキー〈マーシャ・ストラスマン〉）※フジテレビ版
- ミザリー（アニー・ウィルクス〈キャシー・ベイツ〉）※VHS版
- ミセス・ダウト（ミランダ・ヒラード〈サリー・フィールド〉）※ソフト版
- ミミック2（レミー〈アリックス・コロムゼイ〉）
- ミラーズ・クロッシング（ヴァーナ〈マーシャ・ゲイ・ハーデン〉）
- 奇蹟/ミラクル（ヤン・ルーミン〈アニタ・ムイ〉）
- MOON44（テリー・モーガン〈リサ・アイクホーン〉）
- メジャーリーグ（リン・ウェルズ〈レネ・ルッソ〉）※日本テレビ版
- メタル・ブルー（ヴァレリー〈シャロン・ブランドン〉）
- もういちど殺して（フェイ・フォレスター〈ジョアンヌ・ウォーリー〉）※TBS版
- 理想の結婚（ローラ・チーヴリー夫人〈ジュリアン・ムーア〉）
- リトルマン・テイト（ディディ・テイト〈ジョディ・フォスター〉）
- レア 魔性の肉体（レア〈エリザベス・シュー〉）
- 霊幻道士（シャンシー〈ポーリン・ウォン〉）
- レイジング・ケイン（ジェニー・オキーフ〈ロリータ・ダヴィドヴィッチ〉）
- レッドブル（キャット〈ジーナ・ガーション〉）※テレビ朝日版
- ロザリンとライオン（ロザリン）
- ロッキー4/炎の友情（ルドミラ・ドラゴ〈ブリジット・ニールセン〉）※テレビ朝日版
- ロックアップ（メリッサ〈ダーラン・フリューゲル〉）※日本テレビ版
- ロビン・フッド（マリアン〈ユマ・サーマン〉）
- ロマンシング・ストーン 秘宝の谷（ジョーン・ワイルダー〈キャスリーン・ターナー〉）※日本テレビ版
- ロミー&ミッシェル（ロミー・ホワイト〈ミラ・ソルヴィノ〉）
- ロレンツォのオイル/命の詩（ミケーラ・オドーネ〈スーザン・サランドン〉）
- ロング・キス・グッドナイト（サマンサ・ケイン / チャーリー〈ジーナ・デイヴィス〉）
- わかれ路（オリヴィア〈ロリータ・ダヴィドヴィッチ〉）

#### ドラマ
- iCarly（ミシェル・オバマ）
- アリー my Love（キャロライン・プープ〈サンドラ・バーンハード〉、シドニー・ゲール〈クリスティーン・ラーティ〉）
- NCIS: ニューオーリンズ シーズン4 #21（クレア・マクダーモット）
- FBI特別捜査官（ジーン・セントジョン）
- エレメンタリー2 ホームズ&ワトソン in NY #6（シェリル・グレッグソン〈タリア・バルサム〉）
- 思いっきりハイキック!（パク・ヘミ）
- キャプテンパワー（ジェニファー・“パイロット”・チェイス〈ジェシカ・スティーン〉）
- 警察署長（エリー・リー）
- 刑事コロンボ 悪の温室（グロリア・ウェスト）※日本テレビ版
- 刑事スタスキー&ハッチ シーズン1 #15（メグ〈クリスティ・マクニコル〉）
- 刑事ナッシュ・ブリッジス シーズン6 #19（ジョイ・ラーソン〈ステファニー・ジンバリスト〉）
- こちらブルームーン探偵社 シーズン2 #7（キャサリン・キルパトリック）、#16（トビー〈リサ・ブロント〉）
- ザ・ハンガー シーズン1 #22（クレア）
- ザ・プリテンダー 仮面の逃亡者（ミス・パーカー）
- サブリナ シーズン7（アニー）
- シャーロック・ホームズの冒険「這う人」（イーディス・プレスベリー）
- 私立探偵マグナム シーズン2 #2（マリアン・ハモンド）
- 新スタートレック（バッシュ）
- 新・ヒッチコック劇場 シーズン1 #15（リン・チン）
- スペース・レンジャーズ2 銀河覇王の逆襲（マーラ・ベイカー〈クローディア・クリスチャン〉）
- 青春の城 コビントン・クロス（ジュヌビエーブ・デ・ラ・クロワ）
- 則天武后（武后〈劉暁慶〉）
- ターザンの大冒険（ダレン）※NHK-BS2版
- 地上最強の美女たち!チャーリーズ・エンジェル（クリス・マンロー〈シェリル・ラッド〉）
- 超音速攻撃ヘリ エアーウルフ シーズン3 #1（アンジェリカ・ボロティン）
- デスパレートな妻たち（メアリー・アリス・ヤング〈ブレンダ・ストロング〉）
- 特捜刑事マイアミ・バイス シーズン2 #5（ドロシー・ベイン〈エスター・バリント〉）、#9（オデット）
- 特攻野郎Aチーム（エミー・アマンダ・アレン〈エンジェル〉〈メリンダ・クレア〉）[134]
  - シーズン3 #14（テレサ・ジャンニ）
- Trying〜親になるステップ〜（ペニー〈イメルダ・スタウントン〉）
- となりのサインフェルド（エレイン・ベネス〈ジュリア・ルイス＝ドレイファス〉）
- ナイトライダー（ボニー・バーストウ〈パトリシア・マクファーソン〉）
- ピッツバーグ警察日記（モリー）
- フェーム/青春の旅立ち（ジュリー・ミラー〈ロリ・シンガー〉）
- フェアリーテール・シアター 白雪姫と七人の小人（白雪姫〈エリザベス・マクガヴァン〉）
- フェリシティの青春（サリー〈ジャニーン・ガラファロー〉）
- ブロッサム（シャロン〈ゲイル・エドワーズ〉）
- ふたりは最高! ダーマ&グレッグ シーズン4 #9（ワンダ〈スアンヌ・スポーク〉）
- ふたりは友達? ウィル&グレイス（クレア）
- ベイウォッチ シーズン3 - （ステファニー・ホールデン隊長〈アレクサンドラ・ポール〉）
- ポーカー・フェイス シーズン1 #8（ローラ〈チェリー・ジョーンズ〉）
- マイ・スイート・メモリーズ（タティー〈フェイ・グラント〉）
- THE MENTALIST メンタリストの捜査ファイル（フェリシア）
- ヤングライダーズ シーズン1 #14（タルサ）
- ラスベガス（ジリアン〈シェリル・ラッド〉）
- ラブレイン（キム・ユンヒ〈イ・ミスク〉）
- クリミナル・マインド FBI行動分析課（キャサリン・ケイティ・コール〈メアリー・ペイジ・ケラー〉）

#### 海外人形劇
- ネビュラ75（ジュリエット・デステニー）[135][136]

#### アニメ
- WALL・E/ウォーリー（アクシオム・コンピュータ〈声：シガニー・ウィーバー〉）

#### テレビ番組
- デスパレートなメスたち アニマル・プラネットの動物番組（ナレーション）

### 人形劇
- Xボンバー（ラミア姫）
- 大きくなる子（人形劇〈タキ ユミ役〉）（NHK教育）
- こどもにんぎょう劇場「セロひきのゴーシュ」（ナレーション）

### ラジオ
- ラジオコメディ みんな大好き（花咲あずさ）（NHK）
- 青春アドベンチャー『P』（P、NHK-FM）
- 小山茉美の本箱開けた（TBSラジオ）
- 青山二丁目劇場 源氏物語（六条御息所）（文化放送）
- ガラスの仮面ラジオドラマ（姫川亜弓）（ニッポン放送）
- ラジオアニメック・決定!アニメ最前線（ニッポン放送）
- 小山茉美のオールナイトニッポン（水曜2部、ニッポン放送[11]、1983年7月7日 - 1985年3月28日）
- パック・インフォメーション（TOKYO FM）（当時JFNに加盟していたFM-FUJIでは本局と身延局のみ放送）
- アース・コンシャス・ドリーム（TOKYO FM）
- ギャラン・ベスト・クルーズ（FM愛知）[11]
- TOKYO M.A.A.D SPIN「ゆう坊＆マシリトのKosoKoso放送局」（2025年3月30日〈29日深夜〉、J-WAVE） - 野沢雅子、東映アニメーション代表取締役会長の森下孝三と共にゲスト出演[137]

### CD
- ランコントル〜イストワール・ドゥ・マミ／小山茉美（「ソロ歌手」としての小山茉美のビクター時代のベスト盤、2枚組CD全34曲）
- 十二国記 夢三章（舒栄）
- 卒業 〜Graduation〜（〜グラデュエーション〜）ドラマCD（大和先生）
- BASTARD!! -暗黒の破壊神- 外伝 巻之一 - 巻之三（アーシェス・ネイ）
- 花のあすか組!ドラマCD外伝（鬼島ヨーコ）
- カセットブック イズミ幻戦記 鳴動編（来見川翠）
- 蜥蜴（朗読）
- バッタに抱かれて（朗読）

### ナレーション
- グリム童話の旅（NHK）
- ティーンズTV ワールドドキュメント（NHK教育）
- ENERGY CHARGE（中国地方ローカル / テレビ新広島他4局ネット）
- 報道特集（TBS系列：不定期）
- 報道ステーション（テレビ朝日系列：月曜、火曜）
- 近未来×予測テレビ ジキル&ハイド（朝日放送制作 / テレビ朝日系列）
- TERUMO（CM）
- 東北Z（2010年度までは『ワンダフル東北』） ここに技あり（NHK総合：東北ブロックのみのローカル放送）
- NNNドキュメント（日本テレビ系列：不定期）
- お客様は王様かよっ!?（フジテレビ：不定期）
- 超歴史ロマン完全決着SP（テレビ東京）
- プレミアム〜週末のしあわせ〜（テレビ愛知）
- さんぽサンデー（テレビ朝日）
- BanG Dream! 5th☆LIVE 特BanG!
- ポツンと一軒家（テレビ朝日）

### テレビドラマ
- キヨコは泣くもんか!（1975年）
- 草燃える（1979年） - 侍女 役
- オレ達全員奈津子の子（1982年） - さつき 役
- 太陽にほえろ! 第668話「絆」（1985年10月25日） - 吉岡みどり 役
- ママの転勤（1992年） - 加奈子 役
- 砂の城（1997年） - ナレーション
- キテレツ（2002年1月1日） - コロ助の声

### テレビ番組
- 笑ってる場合ですよ!（木曜日、明石家さんまの「減点マネージャー」）
- オレたちひょうきん族（「寺内貫太郎一家」および「時間ですよ」のパロディで浅田美代子の役を演じる）
- 「オールスター春秋の祭典スペシャル」（則巻アラレ役の人として出演）
- 8時だョ!全員集合（ピラミッド内の石像の声・1982年6月19日放送）
- 一枚の写真
- みんなよいこ（歌とお話のお姉さん）（テレビ神奈川）
- 「しながわのチカラ第3回 ナレーション」ケーブルテレビ品川
- 笑っていいとも!（ザックリいきまショー、則巻アラレ役の人として出演）
- なるほど!ザ・ワールド
- スタイルプラス（東海テレビ、2015年12月20日放送）
- 100分de名著（「風姿花伝」・「遠野物語」語り）

則巻アラレの声で出演
- オレたちひょうきん族（則巻アラレの声でオープニングナレーション）
- ズームイン!!朝!（「朝のポエム」、則巻アラレ声で出演）
- 脳内エステ IQサプリ第100回超特大生放送（「IQミラー」、則巻アラレ声で出演）

### CM
則巻アラレの声で出演
- ロート製薬「ロートこどもソフト」（1981年 - 1985年）
- 東京タワー Dr.スランプアラレちゃん大会（1981年）
  - 東京タワー 夏まつりDr.スランプアラレちゃん大会（1982年）
- アーモンドグリコ（1982年）
- アロンアルフア（1982年）
- グリコチョコッピ（1982年）
- 三ツ矢サイダー（1982年）
- スズキ・ハスラー[138]（2014年9月11日 - 2018年）
  - 『Dr.スランプ アラレちゃん』篇（2014年9月11日 - 11月12日）
  - 『クリスマス アラレちゃん』篇（2014年11月12日 - 12月25日）
  - 「コラージュ」篇（2015年5月13日 - 12月7日）
  - 『ワクワク広がれ』篇（2015年12月7日 - 2016年8月25日）
  - 『ワクワクがズラリ』篇（2016年8月26日 - 2017年10月）
  - 『ぴたっ!と 安全』篇（2017年10月 - 2018年）
- ドラゴンボールZ ドッカンバトル アラレちゃんコラボ篇（2016年12月）
- 花王
  - 「クイックルワイパー」（2016年12月）
  - 「バスマジックリン除菌消臭プラス」（2016年12月）
- ビューカード「いつものSuicaを、最強のSuicaに。」（2018年8月 - ）[139]

その他
- アキヤマ「メン子ちゃんゼリー」（1983年）
- 日本ヴィックス（現・大正製薬）「コーラック」（1987年）
- フィリップモリス「バージニア・スリム」
- シルバニアファミリー（1984年 - 1989年）
- バンプレスト「スーパーロボット大戦A」（2001年）
- イオン（ナレーション）（2013年）

### 舞台
- ウィークエンド「音吉物語」
- おひさまおはなしコンサート
- ジャズランド
- 半次とお銀の悪党稼業（ダーティービジネス）〜 心ならずも人助け?（お銀）
- 流・流（るる）

### パチンコ・パチスロ
- パチスロ ナイトライダー（2008年、ボニー・バーストウ）
- ぱちんこ ガラスの仮面（2020年、月影千草[140]）

### その他コンテンツ
- 第4回アニメグランプリ（1982年4月24日、日本武道館、女優賞〈3343票[141]〉受賞者として[142]）
- 小山茉美ショー（1982年5月23日、札幌市五番館屋上[143]）
- 歌とサイン会（1982年5月29日[144]）
- 小山茉美ドクタースランプあられちゃんショー（1982年5月30日、相模湖ピクニックランド[143]）
- コンサート（ルイード、1985年8月10日[145]）
- ガンヘッド Part1、2（ベベ）※角川カセット文庫
- 冒険!!イクサー3（インセクター司令官 レディ・ビートル）※カセット文庫版
- NTTドコモのラジオコマーシャル（古谷徹、池田秀一と共演）
- アイドル天使ようこそようこ（第38話脚本）
- はみだしっ子（イメージアルバム）（グレアム）
- ハローキティ（サンリオ / サンリオピューロランド / ハーモニーランド）※1983年 - 1993年の同社ビデオ、イベント、ショー演目のアフレコ、アテレコにおいて
- ナイジェラキッチン（ナイジェラ・ローソン）（Dlife）
- 若き竜王の伝説（1985年5月、ローザ）※カセット文庫版
- 矢場とんオリジナルアニメ「大須のぶーちゃん」（2019年 - 、母ちゃん[146]、メイドさんB[147]）

## ディスコグラフィ

### キャラクターソング
| 発売日        | 商品名                                 | 歌 | 楽曲                                                                                             | 備考                                                            |
| ------------- | -------------------------------------- | --- | ------------------------------------------------------------------------------------------------ | --------------------------------------------------------------- |
| 1981年7月     | アラレちゃん音頭                       | 則巻アラレ（小山茉美）、則巻千兵衛（内海賢二）、コロムビアゆりかご会                                                             | 「アラレちゃん音頭」                                                                             | テレビアニメ『Dr.スランプ アラレちゃん』エンディングテーマ      |
| 1981年7月     | アラレちゃん音頭                       | 則巻アラレ（小山茉美）、コロムビアゆりかご会                                                                                     | 「アラレのマーチ」                                                                               | テレビアニメ『Dr.スランプ アラレちゃん』挿入歌                  |
| 1981年        | パパパーマのうた                       | 則巻アラレ（小山茉美） | 「I LOVE ペンギン村」                                                                            | テレビアニメ『Dr.スランプ アラレちゃん』挿入歌                  |
| 1981年        | アラレちゃんオンステージ               | 則巻アラレ（小山茉美）、こおろぎ'73                                                                                              | 「あこがれのスッパマン」 「バイちゃバイちゃまたあした〜アレアレアラレちゃん〜」                  | テレビアニメ『Dr.スランプ アラレちゃん』挿入歌                  |
| 1981年        | アラレちゃんオンステージ               | 則巻アラレ（小山茉美）、空豆タロウ（古川登志夫）、木緑あかね（杉山佳寿子）、空豆ピースケ（神保なおみ）、山吹みどり（向井真理子） | 「ペンギン村の仲間たち」                                                                         | テレビアニメ『Dr.スランプ アラレちゃん』挿入歌                  |
| 1981年        | アラレちゃんのクリスマス               | 則巻アラレ（小山茉美）、則巻千兵衛（内海賢二）、こおろぎ'73                                                                      | 「ジングルベル」 「赤鼻のトナカイ」                                                              | テレビアニメ『Dr.スランプ アラレちゃん』挿入歌                  |
| 1982年2月     | アラレちゃんのひなまつり               | 則巻アラレ（小山茉美） | 「うれしいひなまつり」 「ひなまつり」                                                            | テレビアニメ『Dr.スランプ アラレちゃん』挿入歌                  |
| 1982年3月     | ラブ・ラブ・ミンキーモモ               | ミンキーモモ（小山茉美） | 「ラブ・ラブ・ミンキーモモ」                                                                     | テレビアニメ『魔法のプリンセス ミンキーモモ』オープニングテーマ |
| 1982年3月     | ラブ・ラブ・ミンキーモモ               | ミンキーモモ（小山茉美） | 「ミンキーステッキドリミンパ」                                                                   | テレビアニメ『魔法のプリンセス ミンキーモモ』エンディングテーマ |
| 1982年        | いつか王子様が…                        | ミンキーモモ（小山茉美） | 「Good Lookin' Tonight」 「いつか王子様が…」 「ラブ・イズ・ウィンドウ」 「あなたへのラブソング」 | テレビアニメ『魔法のプリンセス ミンキーモモ』挿入歌             |
| 1982年        | めちゃんこワールド                     | 則巻アラレ（小山茉美） | 「よいこよいこアラレちゃん」                                                                     | テレビアニメ『Dr.スランプ アラレちゃん』挿入歌                  |
| 1982年        | めちゃんこワールド                     | 則巻アラレ（小山茉美）、こおろぎ'73                                                                                              | 「オーイ！ペンギン村」 「んちゃんちゃソング」                                                    | テレビアニメ『Dr.スランプ アラレちゃん』挿入歌                  |
| 1985年        | わいわい行進曲                         | 則巻アラレ（小山茉美）、則巻千兵衛（内海賢二）、コロムビアゆりかご会                                                             | 「わいわい行進曲」                                                                               | テレビアニメ『Dr.スランプ アラレちゃん』エンディングテーマ      |
| 1986年12月5日 | あんみつ姫 音楽編                      | あんみつ姫（小山茉美） | 「あまから城あっぱれ音頭」 「プリンセスあんみつ」                                                | テレビアニメ『あんみつ姫』挿入歌                                |
| 2018年8月24日 | ONE PIECE Island Song Collection ALBUM | ビッグ・マム（小山茉美） | 「ブラッディ・パーティー」                                                                       | テレビアニメ『ONE PIECE』劇中歌                                 |

## 著作
- ゆ・れ・てMami - ペンギン村エンジェルのすうぱあエッセイ（近代映画社、1982年）
- 不思議って好きですか?  - 新しい自分発見 心のパワーアップ談議（ブラス出版、1994年）ラジオのトークショーをまとめたもの。
- 想像の翼を広げて - 未知への旅 SFファンタジー談議（ブラス出版、1994年）。同上
- 小山茉美の日本神話イザナミ語り（青林堂、2016年）ISBN 4-7926-0555-5